# 한국문화원연합회
한국문화원연합회(韓國文化院聯合會, Federation of Korean Cultural Center는 지방문화원의 균형발전과 상호 협조 및 공동이익 증진을 위하여 1962년 8월 8일 설립된 문화체육관광부 소관의 특수법인으로 공직유관단체다. 사무실은 서울특별시 마포구 도화동 51-1, 성우빌딩 309호에 있다.

## 설립 근거
- 지방문화원진흥법[1]

## 주요 업무
- 지방문화원의 균형발전을 위한 조사, 연구, 지도 및 지원
- 지방문화원에 대한 문화정보, 자료 등의 제공
- 국내 외 문화단체와의 협력 및 자료 등의 교류
- 지방문화원 종사자의 자질향상을 위한 연수
- 그 밖에 지방문화원간의 상호협조 및 공동이익 증진을 위하여 필요한 사업

## 연혁
- 1962년 8월 8일: 한국문화원연합회 창립
- 2012년 10월 10일: 한국문화원연합회 창립50주년
- 2015.02.15: 제29대 이경동 회장 취임
- 2018.02.15: 제30대 김태웅 회장 취임

## 조직 및 기구
- 총회
- 이사회
- 정책연구소
- 향토문화연구소
- 운영위원
- 자문위원

#### 사무처
- 경영관리팀
- 지역문화진흥팀
- 지역문화콘텐츠팀
- 지역문화연구팀
- 지역문화교류팀

### 시·도 문화원연합회
- 서울특별시문화원연합회
- 부산광역시문화원연합회
- 인천광역시문화원연합회
- 대구광역시문화원연합회
- 광주광역시문화원연합회
- 대전광역시문화원연합회
- 울산광역시문화원연합회
- 경기도문화원연합회
- 강원특별자치도문화원연합회
- 충청북도문화원연합회
- 충청남도문화원연합회
- 전북특별자치도문화원연합회
- 전라남도문화원연합회
- 경상북도문화원연합회
- 경상남도문화원연합회
- 제주특별자치도문화원연합회

## 같이 보기
- 한국문화원